# 天皇の世紀
『天皇の世紀』（てんのうのせいき）は、大佛次郎の歴史小説、およびその映像化作品。1967年1月1日から1973年4月25日まで「朝日新聞」朝刊に連載され、朝日新聞社で刊行した。
祐宮（後の明治天皇）誕生、ペリーの黒船来航から戊辰戦争に至るまでの激動の幕末維新の時代を膨大な歴史資料を駆使して描いた作品。作者のライフワークとなったが、休載直後の1973年4月30日に死去し未完作となった。大佛は絶筆となった回の原稿末尾に「病気休載」と記した。
挿画担当は、日本画家では、安田靫彦、奥村土牛、杉山寧、小野竹喬、山口蓬春、橋本明治、金島桂華。
 洋画家は、中川一政、宮本三郎、小絲源太郎、石井鶴三。
映像化は2部構成で、第1部の1971年9月4日から11月27日まではテレビドラマが、第2部の1973年10月7日から1974年3月31日までは、伊丹十三によりテレビドキュメンタリーとして朝日放送により制作（当時TBS系列）された。

## 出版
単行本（朝日新聞社出版局、1974年）
普及版（朝日新聞出版、2006年）
1. 黒船
2. 大獄
3. 有志者
4. 攘夷
5. 長州
6. 奇兵隊
7. 大政奉還
8. 江戸攻め
9. 武士の城
10. 金城自壊

朝日文庫（1977-78年）
1. 黒船渡来
2. 地熱
3. 大獄
4. 反動
5. 有志者
6. 攘夷
7. 義兵
8. 長州
9. 奇兵隊
10. 逆潮
11. 新しい門
12. 大政奉還
13. 波涛
14. 江戸攻め
15. 新政の府
16. 武士の城
17. 金城自壊　付：人名索引

文春文庫（全12巻、2010年1月-12月）
各巻解説：福島行一。
1. 黒船渡来
2. 大獄
3. 黒い風
4. 攘夷
5. 義兵
6. 長州
7. 逆潮
8. 大政奉還
9. 内乱
10. 江戸攻め
11. 武士の城
12. 金城自壊 付：総索引

### 関連文献
- 櫛田克巳『大佛次郎と「天皇の世紀」と―ある学芸記者の記録』（社会主義協会出版、1980年）
- 櫛田克巳『人・心・旅―ある学芸記者の記録』（法政大学出版局、1983年）、朝日新聞担当者の回想
- 宮地佐一郎『大佛次郎私抄―生と死を見つめて』（日本文芸社、1996年）、最晩年の日々の回想

## 第1部（テレビドラマ）
※（）内は担当または出演話数。

### スタッフ（第1部）
- 原作：大佛次郎
- 監督：山本薩夫（1）、下村尭二（2）（11）、高橋繁男（3）（6）、今井正（4）（5）、蔵原惟繕（7）、三輪彰（8）、三隅研次（9）、篠田正浩（10）、佐藤純彌（12）、吉村公三郎（13）
- 脚本：武田敦（1）、石堂淑朗（2）（7）、本田英郎（3）（4）（5）、岩間芳樹（6）（8）（12）、早坂暁（9）（10）、新藤兼人（11）（13）、松田昭三（11）
- プロデューサー：中沢啓作、神谷吉彦、太田寛
- 音楽：武満徹
- 特殊撮影・監督：有川貞昌（1）
- 語り：滝沢修
- 制作：朝日放送、国際放映

### キャスト

#### 幕府関係者
- 徳川家茂：丸山英男
- 一橋慶喜：松橋登
- 徳川慶恕：早川純一
- 井伊直弼：中村竹弥
- 松平慶永：御木本伸介
- 水野忠邦：瀬川菊之丞
- 阿部伊勢守：田村高廣
- 堀田正睦：五藤雅博
- 内藤紀伊守：江見俊太郎
- 牧野備前守：舟橋元
- 久世大和守：柳生博
- 松平和泉守：浅野進治郎
- 太田資始：高松政雄
- 戸田伊豆守：片山滉
- 井戸石見守：藤山竜一
- 安藤対馬守：武内亨
- 間部詮勝：生井健夫
- 脇坂安宅：田中明夫
- 板倉勝静：水島弘
- 酒井忠義：小笠原弘
- 小笠原長行：田中志幸
- 鳥居耀蔵：伊藤雄之助
- 池田頼方：北町史郎
- 川路聖謨：木村功
- 小栗豊後守：浅若芳太郎
- 岩瀬忠震：山本清
- 阿部正外：森川公也
- 田沼玄蕃頭：森幹太
- 江川太郎左衛門：高橋昌也
- 中島三郎助：藤岡重慶
- 渋沢栄二郎：山本亘
- 木村摂津守：津川雅彦
- 勝麟太郎：中山仁
- 福澤諭吉：大出俊
- 佐々倉桐太郎：宮崎和命
- 肥田浜五郎：加藤武
- 大橋栄次：今福正雄
- 香山栄左衛門：草薙幸二郎
- 山路弥左衛門：北村和夫
- 堀達之助：伊藤孝雄
- 田付四郎兵衛：江藤潤
- 尾高長七郎：露口茂
- 斉藤大之進：永井玄哉

#### 薩摩藩関係者
- 島津茂久：武田基嗣
- 島津久光：佐藤慶
- 西郷隆盛：織本順吉
- 大久保一蔵：草野大悟
- 小松帯刀：井関一
- 重野厚之丞：倉田爽平
- 伊牟田尚平：中井啓輔
- 有馬新七：滝田裕介
- 大山格之助：高橋義治
- 岩下左次右衛門：新克利
- 海江田武次：戸浦六宏
- 田中新兵衛：米倉斉加年
- 奈良原喜左衛門：日下武史
- 奈良原喜八郎：大丸二郎
- 田中瑳磨介：横光勝彦
- 田中謙助：関戸純方

#### 長州藩関係者
- 毛利慶親：和田文夫
- 毛利定広：石橋正次
- 長井雅楽：小栗一也
- 福原越後：矢野宏
- 国司信濃：近松敏夫
- 益田右衛門介：宮川洋一
- 周布政之助：高津住男
- 吉田寅次郎：原田芳雄
- 来島又兵衛：高松英郎
- 桂小五郎：袋正
- 高杉晋作：原田大二郎
- 方（晋作の妻）：松木路子
- 久坂玄瑞：田村亮
- 伊藤俊輔：佐々木剛
- 志道聞多：溝口舜亮
- 金子重輔：高橋長英

#### 土佐藩関係者
- 山内容堂：観世栄夫
- 吉田東洋：志村喬
- 坂本龍馬：山口崇
- 武市瑞山：細川俊之
- 瑞山の妻：北川めぐみ
- 中岡慎太郎：石山律
- 後藤象二郎：丹羽又三郎
- 岡田以蔵：大川義幸
- 吉村虎太郎：伊吹吾郎
- 那須信吾：堀田真三

#### 水戸藩関係者
- 徳川斉昭：三島雅夫
- 徳川慶篤：東野孝彦
- 安島帯刀：近藤準
- 市川三左衛門：立川雄三
- 武田耕雲斎：加藤嘉
- 藤田小四郎：峰岸隆之介
- 山国兵部：香川良介
- 田丸稲之衛門：小山源喜
- 川辺左次衛門：佐々倉英雄
- 田中愿蔵：渡辺篤史
- 竹内百太郎：原田清人
- 武田彦衛門：水村泰三
- 岩谷敬一郎：西川宏
- 武田魁介：下條アトム
- 武田金次郎：村田則男
- 武田源五郎：佐藤吉伸
- 天野伴内：保科三良
- 根本新平：大島光幸

#### その他の藩関係者
- 松平大炊頭：入江正徳
- 長野主膳：天知茂
- 橋本左内：田村正和
- 梅田雲浜：外山高士
- 永原甚七郎：勝部演之
- 沼崎吉五郎：佐野浅夫
- 清河八郎：永山一夫
- 真木和泉：泉田洋志
- 藤本鉄石：相原昇
- 県勇記：勝田久
- 戸田小膳：日笠潤一
- 斉藤左次衛門：村上幹夫

#### 朝廷関係者
- 和宮：沢まき子
- 観行院：松風はる美
- 堀河紀子：村松英子
- 河野公誠：山田康雄
- 鷹司政通：美川陽一郎
- 鷹司輔煕：高杉哲平
- 近衛忠煕：奥野匡
- 近衛忠房：野々浩介
- 九条尚忠：青野平義
- 三条実万：増田順司
- 正親町三条実愛：佐伯徹
- 中山忠光：村野武範
- 中山忠能：西川敬三郎
- 橋本実麗：東千代之介
- 大原重徳：永谷悟一
- 岩倉具視：伊丹十三
- 島田左近：川合伸旺
- 田中河内介：丹波哲郎

#### その他の人物
- 高島秋帆：中村翫右衛門 (3代目)
- 高島浅五郎：川口恒
- 頼三樹三郎：住吉正博
- 大橋訥庵：伊豆肇
- 中浜万次郎：マコ岩松
- 野村望東尼：香川京子
- ペリー：レスター・ラテイル
- オールコック：サンデー・シームス
- アーネスト・サトウ：レーニ・ヤーギ
- ヒュースケン：チャーリー・キーン
- 富蔵（水夫）：江守徹
- 村山医師（村山行馬）：佐野周二
- 村山忠蔵：池田秀一
- 近藤了介：森下哲夫
- 高畑胤正：蜷川幸雄
- 遊女みね：土田早苗
- 鵜飼：阪脩
- 重役：佐々木孝丸
- 役人（第13話）：中庸介
- 牛追い伝兵衛（第13話）：片岡一

### サブタイトル（第1部）
1. 黒船渡来
2. 野火
3. 先覚
4. 地熱
5. 大獄
6. 異国
7. 黒い風
8. 降嫁
9. 急流
10. 攘夷
11. 決起
12. 義兵
13. 壊滅

## 第2部（ドキュメンタリー）
- 優秀映画鑑賞会推薦作品（第7話以後クレジットされる）、ギャラクシー賞選奨。第11回ギャラクシー賞受賞。

※（）内は担当回数。

### スタッフ（第2部）
※放送では原作者以外のスタッフ、出演者をすべて「この番組作りに参加した人々」というくくりで表示した。
- 原作：大佛次郎
- 企画：中沢啓作
- 製作：仲川利久、梅村佳史、中山和記
- 演出：今野勉(1)(2)(8)(12)(13)(20)(25)(26)、蔵原惟繕(3)(4)(5)(9)(10)(19)、大熊邦也(6)(7)(11)(15)(16)(18)、黒木和雄(14)(17)(21)、伊丹十三(22)(23)、下村堯二(24)
- 構成：本田英郎(1)(2)(4)(5)(6)、蔵原惟繕・伊丹十三(3)、大熊邦也・伊丹十三(7)、岩間芳樹・伊丹十三(10)(16)、岩間芳樹(8)(9)(11)～(26)
- 音楽：冨田勲
- タイトル画：中川一政
- レポーター：伊丹十三
- 朗読・ナレーター：高橋昌也(1)～(23) 、仲谷昇(24)(25)
- 製作協力：テレビ高知(15)
- 制作：朝日放送、国際放映

### サブタイトル（第2部）
1. 福井の夜（キャスト・坂本龍馬：沖雅也）
2. 宵山の動乱
3. 嵐の中の御所（京都大学名誉教授:猪熊兼繁）
4. 禁門の事変 その1（キャスト・一橋慶喜：芝本正、来島又兵衛：山村弘三）
5. 禁門の事変 その2（キャスト・一橋慶喜：芝本正、小倉衛門介：田畑猛雄、来島又兵衛：山村弘三）
6. 攘夷の中の二人（キャスト・井上聞多：石崎二郎、伊藤俊輔：林ゆたか、毛利敬親：酒井哲）
7. 馬関の戦い（キャスト・高杉晋作：岸田森、井上聞多：石崎二郎、毛利敬親：酒井哲）
8. 外国艦隊　大坂に出現（キャスト・山口駿河守：金田竜之介、一橋慶喜：伊丹十三）
9. 龍馬と勝海舟 -客の座 1-（キャスト・勝海舟：山本學、坂本龍馬：原口剛）
10. 龍馬と薩長連合 -客の座 2-（キャスト・坂本龍馬：原口剛、西郷隆盛：織本順吉、桂小五郎：中井啓輔、中岡慎太郎：横光克彦）
11. 長崎と亀山社中（キャスト・坂本龍馬：原口剛、近藤長次郎：沖田駿一）
12. 勝海舟の長州談判（キャスト・勝海舟：山本學、板倉勝静：本郷淳）
13. パリの万国博覧会
14. 新しい門（京都大学名誉教授：猪熊兼繁、歴史学者：大久保利謙、奈良本辰也、大駱駝艦）
15. 龍馬の船中八策（キャスト・坂本龍馬：原口剛、後藤象二郎：大西正男、山内容堂：山内豊秋）
16. 大政奉還（アナウンサー：三国一朗、実況アナウンサー：植草貞夫、キャスト・坂本龍馬：中尾彬、大久保一蔵：戸浦六宏、後藤象二郎：渡辺文雄、徳川慶喜：伊丹十三）
17. 錦旗（歴史学者：大久保利謙、奈良本辰也）
18. 龍馬暗殺さる（キャスト・坂本龍馬：中尾彬、作家：宮地佐一郎、歴史学者：池田敬正、歴史学者：奈良本辰也）
19. 波濤（キャスト・山内容堂：南原宏治、岩倉具視：観世栄夫、大久保一蔵：高橋昌也、御影伸介、片山あきら、北見治一、京都大学名誉教授：猪熊兼繁、東京教育大学教授：和歌森太郎）
20. 内乱（キャスト・徳川慶喜：伊丹十三、岩倉具視：浜田寅彦、歴史学者：大久保利謙、慶応大学教授：池田彌三郎）
21. 江戸攻め -その 1-（歴史学者：石井孝、一橋大学教授：佐々木潤之介）
22. 江戸攻め -その 2-（歴史学者：石井孝、文芸評論家：尾崎秀樹）
23. 廃仏毀釈（アクタープロ、京都大学教授：会田雄次、愛媛大学教授：荒木博之）
24. 旅（純心女子短期大学教授：片岡弥吉、津和野町史編集委員：沖本常吉）
25. 武士の城（キャスト・世良修蔵：山本麟一、醍醐忠敬：肥土尚弘）
26. 絶筆

## 備考
- 本作の第1部・第1話の本編映像の一部が、「暗闇仕留人」(1974年、朝日放送・松竹）冒頭のオープニングナレーションのバックの映像等に使用された。なお、これらの映像は後の「必殺シリーズ」および「必殺スペシャル」の一部作品においても使用されている。
- 第2部を製作するにあたり、

との大佛のコメントを肉声と字幕にて第1話冒頭に表示した。ドキュメンタリーという体裁ではあるが、一部は再現ドラマ的演出を加えていた（ロケーションで現代の町中に、物語が描かれた当時の雰囲気を再現し、現代の人たちが振り向くなど）。
| TBS系 日曜午前10時台後半 | TBS系 日曜午前10時台後半 | TBS系 日曜午前10時台後半 |
| 前番組                   | 番組名                   | 次番組                   |
| ------------------------ | ------------------------ | ------------------------ |
| 新・歴史を旅する         | 天皇の世紀(第2部)        | 歴史を旅する             |